# Dúné
Dúné fue una banda de indie rock procedente de Skive, Dinamarca, integrada por los jóvenes Mattias Kolstrup como cantante principal, Simon Troelsgaard en la guitarra, Cecilie Dyrberg en el teclado,guitarra y coros, Ole Bjørn Sørensen en el sintetizador y coros, Piotrek Wasilewski en el bajo, y Danny Jungslund en la guitarra.
Habiendo existido desde 2001, y habiendo tocado más de 300 shows dentro y fuera de Dinamarca, la banda de -principalmente-Skive, Dúné, estuvo envuelta en un poderoso armamento de músicos, creando un potente híbrido de rock de alta energía, agudos sintetizadores, guitarras quebradizas y melodías pegadizas, todo eso combinado en un género que Dúné nombró como “indieelectrorock”.
Fueron nominados como talento del año en los premios anuales otorgados por la importante radio danesa DR P3 y protagonizaron el festival SPOT en Dinamarca. El mismo año Dúné creó su propia casa discográfica llamada New Gang of Robots Rec, y firmaron un contrato con Iceberg Records y una licencia con Sony Music Europe.
En 2007 su álbum debut We are in there, you are out here fue lanzado en Europa recibiendo una medalla de oro, y premios serios como tres Danish Music Awards, The European Boarder Breaker Award, P3 GOLD Award y otros dos otorgados por la revista de música GAFFA.
Hicieron soporte para importantes bandas como Panic! at the Disco, Muse, Foo Fighters y Die Ärtze.
Luego de graduarse de la secundaria en 2008, la banda grabó su segundo álbum de estudio llamado Enter Metrópolis, lanzado en Europa en agosto de 2009.
A mediados del 2009, la banda se muda a Berlín, donde la escena musical es mucho más grande, y donde ven mayores posibilidades de progresar.
Una película lanzada en 2010 llamada "Stages" de una hora y 30 minutos de duración relata los dos últimos años de la banda, desde el tiempo que los miembros se graduaron y lanzaron "Enter Metrópolis". El film muestra la vida privada de los miembros de la banda, novios y novias, conflictos, y la transformación de Dúné, desde jóvenes adolescentes a estrellas de rock. 
En el año 2018 la banda decide separarse, para enfocarse en proyectos personales, y como despedida realizaron tres shows en el SmukFest festival y dos shows en el centro de música en Copenhagen 'Vega'.
Mattias Kolstrup relanzo su carrera musical en 2020 bajo el nombre de "Liberty", con 2 álbumes lanzados, "Haven´t Felt This Great Since 1988" en 2020 y "Moon Child Set On The Sun" en 2021.

## Discografía

### Discos de estudio
- We Are In There You Are Out Here - 2007
- Enter Metropolis - 2009
- Wild Hearts - 2013
- Delta - 2016

### EP
- Let's Jump (Demo CD, 2003)
- Rock, Synth'n'Roll (2004)
- Go Go Robot (2005)
- Bloodlines EP (lanzamiento exclusivo para Alemania, Austria and Suiza, 2007)
- Dry Lips EP (2007)
- 80 Years EP (2008)
- Leaving Metropolis (2010)

### Sencillos
| Año  | Sencillo                          | Posicionamiento en listas | Posicionamiento en listas | Álbum                            |
| Año  | Sencillo                          | DIN                       | ALE                       | Álbum                            |
| ---- | --------------------------------- | ------------------------- | ------------------------- | -------------------------------- |
| 2007 | «Dry Lips»                        | 2                         | 86                        | We Are In There You Are Out Here |
| 2008 | «80 Years»                        | 37                        | —                         | We Are In There You Are Out Here |
| 2009 | «Victim Of The City / Heat»       | —                         | 94                        | Enter Metropolis                 |
| 2009 | «Let Go Of Your Love»             | 3                         | —                         | Enter Metropolis                 |
| 2010 | «Heiress Of Valentina (Princess)» | 22                        | —                         | Enter Metropolis                 |
| 2011 | «Life’s What You Make It»         | —                         | —                         |                                  |

## Curiosidades
- El tema A Blast Beat, se encuentra en la banda sonora oficial del videojuego de simulación de carreras Need for Speed: ProStreet